# أمر اعتباري
الأمور الاعتبارية وتسمّى أمورا كلية أيضا هي عند المتكلمين والحكماء تطلق على الأمور التي لا وجود لها في الخارج، وقد تطلق بمعنى الفرضيات. 

## تقسيم
ذكروا لمعرفة الأمور الاعتبارية بالمعنى الأول قاعدتين: إحداهما كل ما تكرّر مفهومه أي يتصف أيّ شخص يفرض منه بمفهومه فهو اعتباري. أعني كل مفهوم جنسا كان أو نوعا عاليا أو سافلا يكون بحيث إذا فرض منه أيّ فرد كان موجودا وجب أن يتصف ذلك الفرد بذلك المفهوم حتى يوجد فيه ذلك المفهوم مرتين، مرة على أنه حقيقته أي تمام ماهية ذلك الفرد محمول عليه مواطأة ومرة على أنه صفة قائمة به أي محمول عليه اشتقاقا فإنه يجب أن يكون اعتباريا لا وجود له في الخارج وإلّا لزم التسلسل في الأمور الخارجية المترتبة الموجودة معا. قيل المراد مطلق الحمل اشتقاقا كان أو مواطأة لأن مفهومي الموجود والوجود كلاهما يتكرر أن أحدهما يصدق على الأفراد اشتقاقا والآخر مواطأة فههنا أربع صور.
إن قيل هاهنا صورة أخرى وهي أنّ يتحقق العرضي في أفراده مرتين مرة بأن يحمل عليها مواطأة ومرة بأن يحمل عليها اشتقاقا كالوجود على تقدير عرضيته للوجود الخاص. قلت هذه الصورة ممتنعة التحقق لأن الوجود مثلا لو كان عرضيا للوجود الخاص كان الموجود عرضا لمفهوم الوجود الخاص لاستلزام عرضية المشتق منه عرضية المشتق لأنه لو لم يستلزم صدق المشتق على الماهية من حيث هي من غير اتصافها بمبدإ الاشتقاق، فلا يتحقق الفرق بين صدق الموجود على مفهوم الوجود الخاص وصدقه على ما يصدق هو عليه، مع أن الفرق بينهما ضروري. 
مثاله القدم والحدوث ونحوهما كالمعقولات الثانية فإن القدم لو وجد منه فرد لقدم ذلك الفرد وإلّا لكان ذلك الفرد حادثا مسبوقا بالعدم، فيلزم حدوث القديم.
الثانية كل ما لا يجب من الصفات تأخره عن الوجود أي وجود الموصوف فهو اعتباري كالوجود فإنه على تقدير زيادته يجب أن يكون من المعقولات الثانية إذ لا يجب أن يكون ثبوتها للماهية متأخرا عن وجودها بل يمتنع ذلك، وكذا الحال في الحدوث والذاتية والعرضية وأمثالها فإنها صفات لا يجب تأخرها عن وجود موصوفاتها في الخارج، فيجب أن تكون اعتبارية، وإلّا لجاز اتصاف الماهية حال عدمها في الخارج بصفة موجودة فيه، وأنه محال بالضرورة.

## الأمور الكلية
الأمور الكلية في اصطلاح السالكين ما لا يمكن دفعه وإبعاده عن العقل، ولا يمكن وجدانه في العين. وبعبارة أخرى هو ما كان موجودا ومعدوما في الخارج يعني في الخارج الذاتي لا يكون، حيث يسمّى حياة وعلما. إذا الأمور الكلية بعينها هي أمور اعتبارية بالمعنى الأول.